# Guillermo Arriaga
Pour les articles homonymes, voir Arriaga et Jordán (homonymie).
Guillermo Arriaga Jordán (né le 13 mars 1958 à Mexico) est un acteur, réalisateur, scénariste et producteur mexicain pour le cinéma, ainsi qu'un écrivain de roman noir. Il a notamment écrit et produit les films d'Alejandro González Iñárritu. En 2005, il remporte le prix du meilleur scénario au Festival de Cannes pour Trois Enterrements.

## Biographie
Guillermo Arriaga est né et a grandi dans le quartier populaire Unidad Modelo, l'un des plus violents de la ville de Mexico. À l'âge de 13 ans, il perd le sens de l'odorat à la suite d'une bagarre de rue. Il se servira à plusieurs reprises de cette expérience dans ses scénarios. Arriaga est diplômé d'une licence en sciences de la communication et d'une maîtrise d'histoire de l'université ibéro-américaine. Il fut un temps professeur dans cette université, où il rencontre Alejandro González Iñárritu, puis à l'Institut de technologie et d'études supérieures de Monterrey.
En 1996, Iñárritu et Arriaga prétendent réaliser trois histoires courtes dénonçant les contradictions de la vie quotidienne à Mexico. Trois ans plus tard, en 1999, après de nombreuses ébauches, sort le long métrage Amours chiennes (Amores perros), réalisé par Iñárritu, utilisant trois de ces histoires, étendues pour l'occasion. Ce film, dénonçant sans faux-semblant la vie violente et clandestine à Mexico, remporte un vif succès : sélectionné dans la catégorie Meilleur film étranger aux Oscars, primé par la British Academy of Film and Television Arts en 2000, et grand prix de la Semaine de la critique à Cannes la même année, entre autres distinctions.
Le succès de Amours chiennes leur permet de trouver un distributeur américain, Universal, pour le film suivant : 21 Grammes, avec Benicio del Toro, Naomi Watts et Sean Penn, tous trois sélectionnés aux Oscars pour leur interprétation. Trois Enterrements (2005), de Tommy Lee Jones, est un nouveau succès, qui lui permet de remporter le prix du scénario à Cannes. En 2006, Guillermo Arriaga scénarise Babel, avec Brad Pitt, qui complète la trilogie d'Iñárritu. Le film est diffusé à Cannes. Cependant, à la suite d'un différend, Iñárritu interdit à Arriaga d'assister à la projection, et toute idée de future collaboration semble compromise.
En marge de ses activités cinématographiques, il publie, dans les années 1990, trois romans noirs : L'Escadron Guillotine (Escuadrón Guillotina, 1991) ; Un doux parfum de mort (Un dulce olor a muerte, 1994) et Le Bison de la nuit (El búfalo de la noche, 1999). En 2007, Le Bison de la nuit est adapté au cinéma par Jorge Hernández Aldana. Le film est présenté en première mondiale au Festival du film de Sundance. La même année, Arriaga fait partie des 115 invités à rejoindre l'Academy of Motion Picture Arts and Sciences.
Guillermo Arriaga a déclaré : « J'ai pu quitter la rue, mais la rue, elle, ne m'a pas quitté ».
À la suite d'un grave accident de la route dont Guillermo Arriaga a été victime, ce dernier a écrit plusieurs scénarios sur des accidents, dont les films doivent former une trilogie : A cielo abierto, Amours chiennes (2000) et 21 Grammes (2003). Si le scénario d'A cielo abierto avait été écrit en premier, le film a été réalisé une vingtaine d'années après les deux autres, par ses deux enfants, et devrait sortir en 2023,,.

## Filmographie

### Comme réalisateur
- 1997 : Campeones sin límite
- 2000 : Rogelio
- 2008 : Loin de la terre brûlée (The Burning Plain)
- 2014 : Rio, I Love You (Rio, Eu Te Amo), film à sketches brésilien (segment « Texas »)
- 2019 : No One Left Behind

### Comme acteur
- 2005 : Trois Enterrements de Tommy Lee Jones

### Comme scénariste
- 1997 : Campeones sin límite de lui-même
- 1999 : ABC discapacidad (série télévisée mexicaine)
- 1999 : Un dulce olor a muerte de Gabriel Retes
- 2000 : Amours chiennes (Amores perros) d'Alejandro González Iñárritu
- 2001 : Powder Keg d'Alejandro González Iñárritu (court métrage)
- 2003 : 21 Grammes d'Alejandro González Iñárritu
- 2005 : Trois Enterrements de Tommy Lee Jones
- 2006 : Babel d'Alejandro González Iñárritu
- 2007 : El búfalo de la noche (es) de Jorge Hernández Aldana (es)
- 2008 : Loin de la terre brûlée de lui-même
- 2015 : Les Amants de Caracas (Desde allá) de Lorenzo Vigas

### Comme producteur
- 2000 : Amours chiennes (Amores perros) d'Alejandro González Iñárritu
- 2003 : 21 Grammes d'Alejandro González Iñárritu
- 2004 : Los elefantes nunca olvidan de Lorenzo Vigas Castes
- 2007 : El búfalo de la noche (es) de Jorge Hernández Aldana (es)

## Œuvre littéraire

### Romans
- Escuadrón Guillotina (1991) Publié en français sous le titre L'Escadron Guillotine, Paris, éditions Phébus, 2006  (ISBN 2-7529-0210-7) ; réédition, Paris, Points, coll. « Roman noir » no P2094, 2009  (ISBN 978-2-7578-1112-2)
- Un dulce olor a muerte (1994) Publié en français sous le titre Un doux parfum de mort, Paris, éditions Phébus, 2005  (ISBN 2-7529-0129-1) ; réédition, Paris, Points, coll. « Roman noir » no P1836, 2008  (ISBN 978-2-7578-0646-3)
- El búfalo de la noche (1999) Publié en français sous le titre Le Bison de la nuit, Paris, éditions Phébus, 2005  (ISBN 2-7529-0060-0) ; réédition, Paris, Points, coll. « Roman noir » no P2295, 2010  (ISBN 978-2-7578-1587-8)

### Recueil de nouvelles
- Retorno 201 (2005) Publié en français sous le titre Mexico, quartier sud, Paris, éditions Phébus, 2009  (ISBN 2-7529-0314-6) ; réédition, Paris, Points, coll. « Roman noir » no P2535, 2011  (ISBN 978-2-7578-1670-7)

## Distinctions
- Festival de Cannes 2005 : Prix du scénario pour Trois Enterrements
- ALMA Awards 2007 : meilleur scénario de long métrage pour Babel
- Festival international du film d'Amiens 2009 : Licorne d'or pour l'ensemble de son œuvre
- Festival international du film d'Amiens 2011 : plusieurs prix pour son court métrage El pozo, dont le prix du public court métrage et la Licorne d'or du grand prix du jury court métrage